# Marie (Vorname)
Marie ist ein weiblicher Vorname.

## Herkunft und Bedeutung
→ Hauptartikel: Maria
Marie ist die tschechische und französische Variante des Vornamens Maria, die mittlerweile international verbreitet ist.

## Verbreitung

### International
In Frankreich ist der Name seit dem 13. Jahrhundert sehr beliebt. Zu Beginn des 20. Jahrhunderts belegte der Name Jahrzehnte lang den 1. Rang der Vornamensstatistik – etwa 20 % der französischen Mädchen wurden Marie genannt. In den 1960er Jahren sank die Beliebtheit leicht, bis der Name im Jahr 1972 Rang 23 der Hitliste belegte. Danach wurde er wieder häufiger vergeben und gehörte in den 1980er und 1990er Jahren zu den beliebtesten Mädchennamen. Seit der Jahrtausendwende wird der Name wieder seltener vergeben. Im Jahr 2020 belegte er Rang 89 in der französischen Vornamensstatistik. Zu Beginn des 20. Jahrhunderts war Marie ein häufiger Zweitname für Jungen. Seit den 1970er Jahren wird er aber fast ausschließlich an Mädchen vergeben.
Auch in Österreich (Rang 1, Stand 2020), Belgien (Rang 13, Stand 2020), Tschechien (Rang 18, Stand 2016), Dänemark (Rang 33, Stand 2020) und Norwegen (Rang 42, Stand 2020) ist der Name sehr verbreitet.
In den USA gehörte der Name zu Beginn des 20. Jahrhunderts zu den beliebtesten Mädchennamen. Ab den 1930er Jahren sank die Popularität des Namens beständig. Seit der Jahrtausendwende wird der Name nur noch sehr selten vergeben.

### Deutschland
Schon im 19. Jahrhundert gehörte der Name Marie in Deutschland zu den häufigsten Vornamen für Mädchen. Mit Beginn des 20. Jahrhunderts sank die Beliebtheit des Namens kontinuierlich bis Anfang der 1960er Jahre und stagnierte bis Ende der 1970er Jahre auf relativ niedrigem Niveau. Anfang der 1980er Jahre verzeichnete sich ein deutlicher Aufwärtstrend. Mittlerweile erfreut sich der Name wieder großer Beliebtheit. Marie ist in Deutschland vor allem als Zweitname verbreitet. Nach Sophie wird er am zweithäufigsten als Folgename gewählt. Das Verhältnis der Vergabe als Rufname zum Zweitnamen beträgt 1:2,26.

## Namensträgerinnen

### Angehörige des Hochadels
- Marie-Antoinette, eigentlich Maria Antonia Josepha Johanna Erzherzogin von Österreich (1755–1793), Königin von Frankreich
- Marie von Brandenburg-Kulmbach (1519–1567), durch Heirat Kurfürstin von der Pfalz
- Marie von Edinburgh (1875–1938), durch Heirat Königin von Rumänien
- Marie von Preußen (1579–1649), preußische Prinzessin
- Marie von Preußen (1825–1889), Königin von Bayern
- Marie von Preußen (1855–1888), Prinzessin des Königreiches der Niederlande, später Prinzessin von Sachsen-Altenburg

### Vorname
- Marie d’Abbadie d’Arrast (1837–1913), französische Feministin, Schriftstellerin und Philanthropin
- Marie-Claude Asselin (* 1962), kanadische Freestyle-Skierin
- Marie Bäumer (* 1969), deutsche Theater- und Filmschauspielerin
- Marie Bonnevial (1841–1918), französische Feministin
- Marie Branser (* 1992), in Deutschland geborene Judoka, für den Kongo und Guinea startend, Olympiateilnehmerin 2020 und 2024
- Marie Brémont (1886–2001), französische Altersrekordlerin
- Marie Colvin (1956–2012), US-amerikanische Journalistin
- Marie Curie (1867–1934; geborene Maria Salomea Skłodowska), Physikerin polnischer Herkunft, die in Frankreich forschte
- Marie von Ebner-Eschenbach (1830–1916), mährisch-österreichische Schriftstellerin
- Marie Fredriksson (1958–2019), schwedische Sängerin
- Marie Guillot (1880–1934), französische Feministin, Pazifistin, Gewerkschafterin und Lehrerin
- Marie Sophie Hingst (1987–2019), deutsche Historikerin und Bloggerin
- Marie Howet (1897–1984), belgische Illustratorin und Malerin des Expressionismus
- Marie Jordan (* 1988), deutsche Regisseurin, Schauspielerin und Autorin
- Marie Kahle (1893–1948), deutsche Lehrerin
- Marie Karchow-Lindner (1842–1914), deutsche Schauspielerin, Journalistin und Mäzänin
- Marie Theres Kroetz-Relin (* 1966), österreichisch-schweizerische Schauspielerin, Autorin und Journalistin
- Marie Laforêt (1939–2019), französisch-schweizerische Chanson-Sängerin und Schauspielerin
- Marie Lamure (* 2001), französische Skirennläuferin
- Marie Lang (1858–1934), österreichische Theosophin und Frauenrechtlerin
- Marie Langer (1910–1987), österreichisch-argentinische Psychoanalytikerin und Ärztin
- Marie Lindgren (* 1970), schwedische Freestyle-Skierin
- Marie Lohr (1890–1975), britische Schauspielerin
- Marie Long-Landry (1877–1968), französische Ärztin
- Marie Lu (* 1984), US-amerikanische Schriftstellerin
- Marie Madeleine (1881–1944; eigentlich Marie Madeleine Baronin von Puttkamer, geborene Günther), deutsche Schriftstellerin und Lyrikerin
- Marie Majerová (1882–1967; bürgerlicher Name Marie Bartošová), tschechische Prosaistin und Journalistin
- Marie von Malachowski-Nauen (1880–1943), deutsche Malerin und Radiererin
- Marie Léonie Manière (1826–1887), französische Kommunardin
- Marie Marcks (1922–2014), deutsche Karikaturistin
- Marie Maugeret (1844–1928), französische katholische Feministin
- Marie Mayoux (1878–1969), französische Pazifistin
- Marie-Castille Mention-Schaar (* 1963), französische Filmregisseurin und -produzentin
- Marie Mohr (1850–unbekannt), deutsche Schriftstellerin und Übersetzerin
- Marie Monod (1876–1966), französische Historikerin und Feministin
- Marie Munzinger (1885–1952), Schweizer Pädagogin und Lehrmittel-Autorin
- Marie-Theres Nadig (* 1954), Schweizer Skirennläuferin
- Marie von Najmájer (1844–1904), österreichische Schriftstellerin
- Marie Nasemann (* 1989), deutsches Model, Schauspielerin, Sängerin und Bloggerin
- Marie Netz (1861–nach 1931), deutsche Lehrerin und Politikerin, Mitglied des Reichstags
- Marie Nielsen (1875–1951), dänische Kommunistin
- Marie Pappenheim (1882–1966), österreichische Schriftstellerin, Librettistin und Ärztin
- Marie-Jacques „Jacotte“ Perrier (1924–2012), französische Journalistin und Sängerin
- Marie-Cécile Reber (* 1962), Schweizer Komponistin und Klangkünstlerin
- Marie Reim (* 2000), deutsche Schlagersängerin
- Marie Reuther (* 1996), dänische Schauspielerin
- Marie Rötzer (* 1967), österreichische Theaterintendantin
- Marie Steiner (1867–1948), russisch-deutsche Schauspielerin, Theosophin und Anthroposophin, zweite Ehefrau von Rudolf Steiner
- Marie Luise Syring (* 1944), deutsche Kunstkritikerin und Ausstellungskuratorin
- Marie Trintignant (1962–2003), französische Schauspielerin
- Marie Ulfers (1888–1960), deutsche Schriftstellerin
- Marie Versini (1940–2021), französische Schauspielerin
- Marie Wegener (* 2001), deutsche Popsängerin
- Marie Wiegmann (1826–1893), deutsche romantische Malerin von Kinderbildern, mythologischen Szenen, Genres und Porträts

### Künstlername
- Marie (Sängerin), französische Sängerin, siehe Eurovision Song Contest 1973#Platzierungen
- Lisa Marie (* 1968), US-amerikanische Schauspielerin und Fotomodell

## Namensträger
Vor allem im französischsprachigen Raum wird Marie nicht selten bei männlichen Personen als Zweitname gewählt.
Beispiele
- Adrien-Marie Legendre (1752–1833), französischer Mathematiker
- Bernard-Marie Koltès (1948–1989), französischer Autor, Regisseur und Dramatiker
- Charles-Marie Widor (1844–1937), französischer Organist, Komponist und Musikpädagoge
- Claude-Marie Ferrier (1811–1889), französischer Fotograf
- François-Marie Daudin (1776–1803), französischer Zoologe
- Gustave-Marie Bleicher (1838–1901), französischer Militärarzt, Pharmazeut, Biologe und Geologe
- Jean Marie Constant Duhamel (1797–1872), französischer Mathematiker und Physiker
- Jean-Marie Le Pen (1928–2025), französischer rechtsextremer Politiker und Vorsitzender des Front National
- Jean-Marie Leblanc (* 1944), ehemaliger Direktor des Radrennen Tour de France
- Jean-Marie Pfaff (* 1953), belgischer Fußballspieler
- Jean-Marie Vianney (1786–1859), französischer Priester und Heiliger
- Louis-Marie Grignion de Montfort (1673–1716), französischer Volksmissionar, Schriftsteller und Ordensgründer
- Marie Ennemond Camille Jordan (1838–1922), französischer Mathematiker
- Paul Marie Verlaine (1844–1896), französischer Lyriker des Symbolismus
- Pierre Marie Arthur Morelet (1809–1892), französischer Naturforscher, Zeichner, Zoologe und Malakologe
- Robert Marie Jules Constant Courrier (1895–1986), französischer Biologe und Mediziner (Endokrinologie)
- Victor-Marie Hugo (1802–1885), französischer Schriftsteller und Politiker